# Auf dem Meer
Auf dem Meer (auch Die Blüte des Meeres, portugiesischer Originaltitel: À Flor do Mar) ist ein Film von Regisseur João César Monteiro aus dem Jahr 1986.

## Handlung
Die verwitwete Italienerin Laura Rossellini kehrt mit ihren Kindern aus Rom zurück an die Algarveküste bei Tavira, in das alte Landhaus der Familie oberhalb des Meeres. Sie trifft nach dem Selbstmord ihres portugiesischen Mannes hier verbliebene Familienangehörige wieder. Eines Tages findet sie einen gestrandeten, hilfsbedürftigen Mann am Strand, und nimmt ihn bei sich auf. Der verletzte Robert stellt sich als ein politisch motivierter Aktivist heraus, der von Polizei und Kriminellen gesucht wird. Die ruhige, warme Sommerferienstimmung gerät für Laura dabei durcheinander, und es stellen sich ihr neue Fragen über ihr Leben.

## Rezeption
Der Film, der von warmen Farben und langen, ruhigen Einstellungen bestimmt wird, wurde wohlwollend von der Kritik aufgenommen. Der deutliche Unterschied zu den zynischeren und rauheren Filmen, die Monteiro vorher und nachher meist zeigte, wurde dabei angemerkt.
Die später bekannt gewordene Regisseurin Teresa Villaverde stand hier erstmals als Schauspielerin vor der Kamera, und auch Regisseur Monteiro selbst spielte in einer kleinen Rolle mit.
Der Film hatte am 2. Oktober 1986 in Portugal Premiere und lief u. a. auf dem 16. Internationalen Filmfestival von Figueira da Foz, und beim Filmfestival von Salsomaggiore, wo er von der Jury ausgezeichnet wurde. Auch in späteren Jahren wurde er auf internationalen Festivals gezeigt, etwa 2003 beim Thessaloniki Filmfestival.
2003 erschien der Film als DVD bei Lusomundo in Zusammenarbeit mit der Cinemateca Portuguesa. Die DVD erschien dabei in einer Monteiro-Reihe, die zeitgleich als gesammelte Werkschau in einer 11-DVD-Box veröffentlicht wurde.